# 사랑꾼밴드
사랑꾼밴드는 대한민국의 음악 그룹이다. 2018년 싱글 《꽃》으로 데뷔했다.

## 방송
- 제27회 CBS 크리스천 뮤직 페스티벌 (2016) - 인기상

## 음반
- 제27회 CBS 크리스천뮤직페스티벌 (2017)
- 꽃 (2018)
- 소풍 (0416) (2018)